# هربرت إسحاق
هربرت إسحاق (11 ديسمبر 1899 في المملكة المتحدة - 28 أبريل 1962) (بالإنجليزية: Herbert Isaac)‏ هو لاعب كريكت بريطاني (وحمل سابقاً جنسية المملكة المتحدة لبريطانيا العظمى وأيرلندا).

## وصلات خارجية
- هربرت إسحاق على موقع إي آس بي آن كريك إنفو (الإنجليزية)